# 加羅人
加羅人，是分布於印度梅加拉亞邦、阿薩姆邦和孟加拉國的藏緬語系民族。他們稱自己為A·chik Mande，即山上的人。他們是繼卡西族後梅加拉亞邦第二大少數民族。他們是世界上少數母系社會民族，由最年幼女兒繼承她母親的財產。兒子在青春期離開父母的房子，並在村里的宿舍進行培訓。結婚後從妻居。在2016年人口約1000000人。
根據加羅人的口頭傳說，他們是公元前400年從西藏橫過布拉馬普特拉河來到印度東北部暫住，最後來到加羅丘陵定居。
他們以獵首聞名，一個人的社會地位是由他所擁有的頭臚決定，他們本是萬物有靈論者，但現在多數人信仰基督教。